# Luksemburg na Zimowych Igrzyskach Olimpijskich 1936
Luksemburg na Zimowych Igrzyskach Olimpijskich 1936 – występ kadry sportowców reprezentujących Luksemburg na igrzyskach olimpijskich w Garmisch-Partenkirchen w 1936 roku.
W zawodach olimpijskich wzięło udział czterech sportowców z Luksemburga, którzy wystąpili w dwóch konkurencjach w dwóch dyscyplinach sportowych. Żaden z zawodników nie zdobył medalu, jedynymi sklasyfikowanymi zawodnikami byli bobsleiści Raoul Weckbecker i Géza Wertheim, którzy zajęli 22. miejsce w rywalizacji dwójek. Weckbecker wystąpił także w kombinacji alpejskiej.
Podczas ceremonii otwarcia igrzysk w Garmisch-Partenkirchen reprezentacja Luksemburga weszła na stadion olimpijski jako 16. w kolejności, pomiędzy ekipami z Liechtensteinu i Norwegii. 
Najmłodszym sportowcem w kadrze był Géza Wertheim, który w dniu otwarcia igrzysk miał 25 lat i 226 dni. Z kolei najstarszym był Raoul Weckbecker (37 lat i 212 dni).
Był to drugi start reprezentacji Luksemburga na zimowych igrzyskach olimpijskich i ósmy start olimpijski, wliczając w to letnie występy. 

## Wyniki

### Bobsleje
| Konkurencja     | Zawodnicy                      | Ślizg 1 | Ślizg 1 | Ślizg 2 | Ślizg 2 | Ślizg 3 | Ślizg 3 | Ślizg 4 | Ślizg 4 | Czas łączny | Miejsce |
| Konkurencja     | Zawodnicy                      | Czas    | Miejsce | Czas    | Miejsce | Czas    | Miejsce | Czas    | Miejsce | Czas łączny | Miejsce |
| --------------- | ------------------------------ | ------- | ------- | ------- | ------- | ------- | ------- | ------- | ------- | ----------- | ------- |
| Dwójki mężczyzn | Raoul Weckbecker Géza Wertheim | 1:45,41 | 23.     | 1:33,95 | 23.     | 1:35,96 | 22.     | 1:37,47 | 22.     | 6:32,79     | 22.     |
| Dwójki mężczyzn | Henri Koch Bib Wagner          | 1:42,02 | 22.     | 1:31,91 | 21.     | 1:29,76 | 12.     | DNF     | DNF     | DNF         | DNF     |

### Narciarstwo alpejskie
| Konkurencja         | Zawodnik         | Zjazd | Zjazd  | Zjazd   | Slalom     | Slalom     | Slalom     | Slalom     | Slalom      | Slalom | Slalom  | Łącznie | Łącznie | Łącznie |
| Konkurencja         | Zawodnik         | Czas  | Punkty | Miejsce | Przejazd 1 | Przejazd 1 | Przejazd 2 | Przejazd 2 | Czas łączny | Punkty | Miejsce | Punkty  | Strata  | Miejsce |
| Konkurencja         | Zawodnik         | Czas  | Punkty | Miejsce | Czas       | Miejsce    | Czas       | Miejsce    | Czas łączny | Punkty | Miejsce | Punkty  | Strata  | Miejsce |
| ------------------- | ---------------- | ----- | ------ | ------- | ---------- | ---------- | ---------- | ---------- | ----------- | ------ | ------- | ------- | ------- | ------- |
| Kombinacja mężczyzn | Raoul Weckbecker | DNF   | DNF    | DNF     | DNS        | DNS        | DNS        | DNS        | DNS         | DNS    | DNS     | DNS     | DNS     | DNF     |